# Байтурасай
Байтурасай (каз. Байтурасай) — село в Мартукском районе Актюбинской области Казахстана. Административный центр Байтурасайского сельского округа. Код КАТО — 154635100.

## Население
В 1999 году население села составляло 542 человека (263 мужчины и 279 женщин). По данным переписи 2009 года, в селе проживал 471 человек (235 мужчин и 236 женщин).